# Arrondissement de Louisbourg
L’arrondissement de Louisbourg est un arrondissement  ("Landkreis" en allemand) de Bade-Wurtemberg  (Allemagne) situé dans le district ("Regierungsbezirk" en allemand) de Stuttgart. 
Son chef lieu est Louisbourg.

## Villes, communes & communautés d'administration

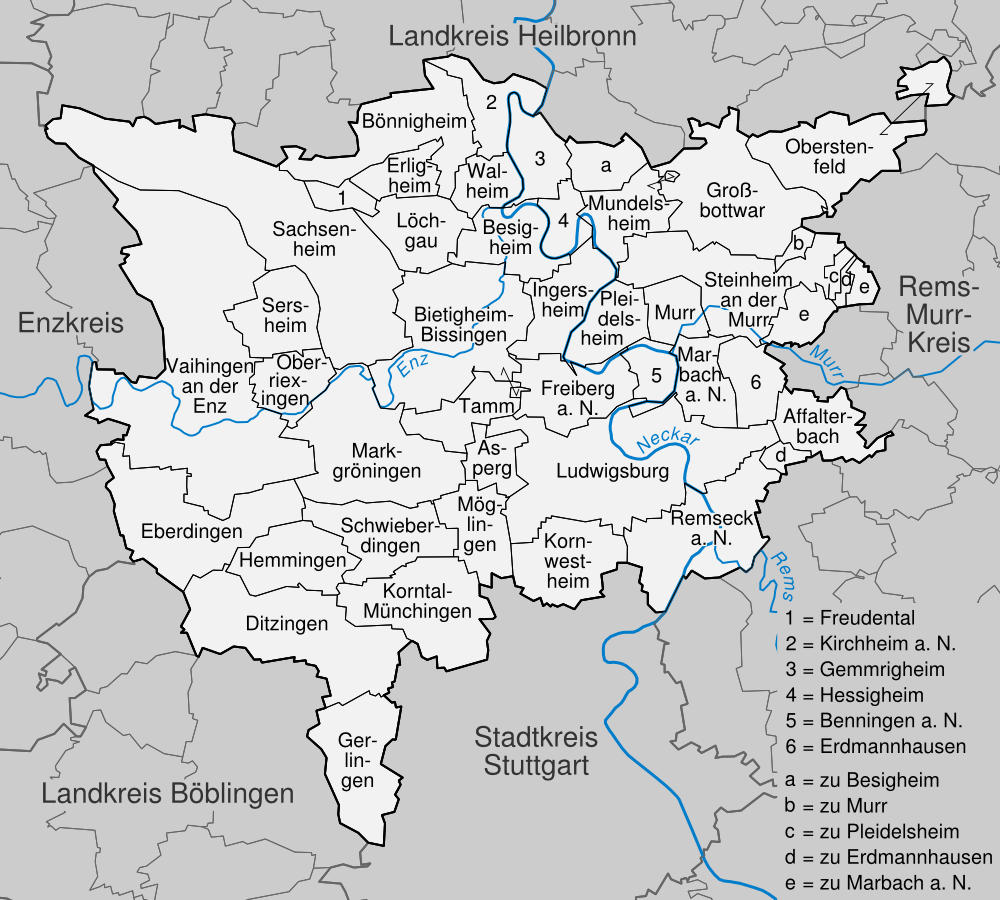
Localisation des communes dans l'arrondissement

(nombre d'habitants en 2006)
| Villes 1. Asperg (12 960) 2. Besigheim (11 818) 3. Bietigheim-Bissingen (42 289) 4. Bönnigheim (7 543) 5. Ditzingen (24 291) 6. Freiberg am Neckar (15 615) 7. Gerlingen (18 959) 8. Großbottwar (8 359) 9. Korntal-Münchingen (18 321) 10. Kornwestheim (30 832) 11. Louisbourg (87 378) 12. Marbach am Neckar (15 564) 13. Markgröningen (14 476) 14. Oberriexingen (2 996) 15. Remseck am Neckar (22 556) 16. Sachsenheim (17 268) 17. Steinheim an der Murr (11 805) 18. Vaihingen an der Enz (28 803) | Communes 1. Affalterbach (4 618) 2. Benningen am Neckar (5 499) 3. Eberdingen (6 523) 4. Erdmannhausen (4 822) 5. Erligheim (2 737) 6. Freudental (2 485) 7. Gemmrigheim (4 009) 8. Hemmingen (7 516) 9. Hessigheim (2 227) 10. Ingersheim (6 079) 11. Kirchheim am Neckar (5 145) 12. Löchgau (5 387) 13. Möglingen (10 374) 14. Mundelsheim (3 168) 15. Murr (6 105) 16. Oberstenfeld (8 076) 17. Pleidelsheim (6 257) 18. Schwieberdingen (11 008) 19. Sersheim (5 133) 20. Tamm (12 181) 21. Walheim (3 013) |